# تسنوس (تگزاس)
تسنوس (به انگلیسی: Tesnus) یک منطقهٔ مسکونی در ایالات متحده آمریکا است که در شهرستان بروستر، تگزاس واقع شده‌است. تسنوس ۱٬۱۳۴ متر بالاتر از سطح دریا واقع شده‌است.